# Molly Smitten-Downes
Molly Alice Smitten-Downes, nota come Molly (Anstey, 2 aprile 1985), è una cantautrice britannica.

## Biografia
Si è formata a Leicester e poi a Guildford come cantante e pianista. Inizia a lavorare collaborando con alcuni artisti come Sash! e Basshunter. Nel dicembre 2011 pubblica un EP acustico. Nel periodo 2012-2013 collabora con alcuni produttori come Anders Hansson e Darren Styles, con i quali realizza alcuni singoli. Nel marzo 2014 viene annunciata la sua partecipazione all'Eurovision Song Contest 2014 come rappresentante della Gran Bretagna. Partecipa al festival europeo di Copenaghen con il brano Children of the Universe, il cui videoclip viene diffuso su YouTube il 23 aprile 2014.

## Discografia

### EP
- 2011 - Fly Away with Me

### Singoli
- 2013 - Beneath the Lights
- 2013 - Never Forget You (in collaborazione con Darren Styles)
- 2014 - Children of the Universe